# عبدالله احمد
عبدالله احمد  (به انگلیسی: Abdalla Ahmed) (زاده ۱۰ اکتبر ۱۹۸۳) بازیکن والیبال اهل مصر و پاسور تیم ملی والیبال مردان مصر است. او در حال حاضر عضور تیم گالاتاسرای است. او سابقه حضور در تیم های سیسلی ترویزو، الاهلی و العربی را در کارنامه خود دارد.